# Список официально многоязычных стран и регионов
В данный список как официально многоязычные страны и регионы включены административно-территориальные единицы, в которых:
- более одного языка имеет определённый статус (государственный, национальный, официальный, региональный язык, язык межнационального общения...), или
- законодательно (например, согласно части III Европейской хартии региональных языков или языков меньшинств) закреплено использование для определённых публичных функций (законодательство, образование, судопроизводство, делопроизводство в органах власти, общение частных лиц с властями...) более чем одного языка, причём в нормативных актах названы конкретные языки или даётся указание на «языки региона Х» или на языки, отвечающие определённым требованиям по численности или доле их носителей (не учитываются закреплённые во многих странах положения, не увязанные с конкретными языками — запрет дискриминации по признаку языка и право на перевод в суде для лиц, не владеющих языком судопроизводства), или
- существуют особые государственные (региональные, муниципальные) органы поощрения определённых языков.

В отдельном разделе указана страна, где наряду с единственным официальным языком для официальных функций также используется иной.
Иллюстрация может не соответствовать данному определению.

Официально и неофициально многоязычные страны
Несколько официальных языков
Один официальный язык, функционально многоязычные
Нет официального языка, функционально многоязычные

## Европа
- Австрия — закон об использовании хорватского, венгерского и словенского языков в администрации и топографических указателях ряда общин принят на федеральном уровне[1]
  - Бургенланд — гарантированы определённые функции использования хорватского, венгерского, цыганского[2] и словенского[3] языков
  - Вена — гарантированы определённые функции использования чешского, венгерского и словацкого языков[2]
  - Каринтия — закреплён ряд прав на использование хорватского и словенского языка[3]
  - Штирия — закреплён ряд прав на использование хорватского и словенского языка[3]
- Беларусь — белорусский, русский (государственные)[4]
- Бельгия[5]
  - Брюссельский столичный регион — французский, нидерландский
  - В ряде муниципалитетов нидерландскоязычной, франкоязычной и всех муниципалитетах немецкоязычной языковых зон существуют т. н. бельгийские языковые льготы для носителей французского, нидерландского или немецкого
- Босния и Герцеговина — боснийский, сербский, хорватский[6] (долгое время рассматривались как единый язык). Определённые функции закреплены за ещё 15 языками.[7]
- Ватикан — латинский (официальный язык Святого Престола[8]), итальянский (язык законодательства города-государства Ватикан[9]; согласно Энциклопедии Наций, также официальный язык города-государства Ватикан[10]), немецкий (язык, используемый в швейцарской гвардии[11])
- Великобритания
  -  Северная Ирландия — наряду с английским, ряд мер по защите и развитию языка[12], а также ряд функций[2][13] предусмотрен для ирландского и ольстерско-шотландского. В 2020 году в рамках соглашения о формировании правительства СИ выдвинут законопроект о создании должностей комиссаров по ирландскому языку и по ольстерско-шотландскому/ольстерско-британскому языку и искусству.[14]
  -  Уэльс — закреплено равенство английского и валлийского языков в общественных и судебных делах[15]
  -  Шотландия — английский и шотландский гэльский как официальные языки с равным уважением к ним.[16] Образованию на гэльском посвящён особый раздел шотландского Закона об образовании[17].
  -  Гернси — создана особая Комиссия по гернсийскому языку.[18]
  -  Джерси — регламент парламента предусматривает использование для петиций, наряду с английским, также французского языка.[19] Власти острова принимают планы по развитию джерсийского языка.[20]
  -  Остров Мэн — регламенты парламента и его нижней палаты предусматривают возможное использование, наряду с английским, также мэнского.[21][22]; акт о законодательстве предусматривает подготовку и публикацию резюме законов на английском и мэнском.[23]
- Венгрия
  - В муниципалитетах, где доля конкретных национальных меньшинств превышает 10 или 20 %, закреплено использование их языков.[24] Языками меньшинств и региональными согласно части третьей Хартии региональных языков и языков меньшинств признано 8 языков.[7]
- Германия[2] — федеральным законом закреплено право в областях коренного проживания лужичан использовать в суде лужицкие языки.[25]
  -  Бранденбург — в «области нижнелужицкого языка» определённые функции закреплены за нижнелужицким.[26] Его поддержка также предусмотрена конституцией земли.[27]
  -  Бремен — определённые функции закреплены за нижненемецким
  -  Гамбург — определённые функции закреплены за нижненемецким
  -  Мекленбург-Передняя Померания — определённые функции закреплены за нижненемецким
  -  Нижняя Саксония — определённые функции закреплены за нижненемецким, в «области восточнофризского языка» также за восточнофризским
  -  Саксония — в «области верхнелужицкого языка» определённые функции закреплены за верхнелужицким.[28] Его поддержка также предусмотрена конституцией земли.[29]
  -  Шлезвиг-Гольштейн — определённые функции закреплены за нижненемецким, в «области датского языка» также за датским, в «области севернофризского языка» также за севернофризским. Земельная конституция предусматривает особые школы датского меньшинства, преподавание нижненемецкого и фризского в публичных школах и особую поддержку нижненемецкого.[30] Земельное законодательство предусматривает возможность общения с властями на нижненемецком, а на особо оговорённых территориях также на фризском и датском.[31]
- Грузия[32]
  -  Автономная Республика Абхазия (Грузия не контролирует территорию) — грузинский, абхазский[33]
    - Закон «О государственном языке» предусматривает использование наряду с грузинским также языков национальных меньшинств в муниципалитетах, где те проживают компактно.[34] Избирательный кодекс Грузии предусматривает размещение информации на языках нацменьшинств на веб-странице ЦИК и допускает использование других, наряду с грузинским, языков в книге записей дня голосования, бюллетенях и протоколах.[35] По закону «О вещании», общественный вещатель обязан ежегодно создавать регулярный программный продукт не менее, чем на 4 языках, в том числе абхазском и осетинском.[36]
- Дания[2]
  -  Гренландия — гренландский (используемый для официальных функций и «главный») и датский (используемый для официальных функций)
  -  Фарерские острова — фарерский (используемый для официальных функций и «главный») и датский (используемый для официальных функций)
  - Южная Ютландия — определённые функции закреплены за немецким языком
- Ирландия — ирландский (национальный и первый официальный язык), английский (второй официальный)[37]
- Исландия — исландский язык, язык жестов[38].
- Испания
  -  Арагон — испанский (официальный), определённый статус дан также другим языкам на севере (арагонский) и востоке (каталанский) Арагона[39]
  -  Астурия — наряду с испанским, особую защиту имеет астурлеонский язык и в некоторых районах — галисийский[40] Астурийский также используется в парламенте региона.[41]
  -  Валенсия — испанский (официальный) и валенсийский (официальный и «собственный»)[42]
  -  Каталония — испанский и каталанский (официальные языки), законом защищено также использование аранского в Валь-д’Аран[43]
  -  Наварра — на баскоязычных территориях наряду с испанским статус официального имеет баскский язык[44]
  -  Страна Басков — испанский (официальный), баскский (официальный и «собственный»)[45]
  -  Балеарские острова — каталанский (официальный и «собственный»), испанский (официальный)[46]
  -  Галисия — испанский (официальный), галисийский (официальный и «собственный»)[47]
  -  Кастилия и Леон — испанский как рабочий язык властей, астурлеонский как подлежащий особой защите и правовому регулированию его защиты использования и поощрения, галисийский как подлежащий уважению и защите в районах традиционного использования[48]
- Италия — официальным языком является итальянский, но есть закон о поддержке исторических языковых меньшинств (поимённо названы окситанский, греческий, немецкий, каталанский, хорватский, словенский, французский, франкопровансальский, фриульский, ладинский, окситанский, сардинский и албанский)[49]
  -  Калабрия — есть региональный закон о поддержке языков меньшинств (поимённо названы окситанский, греческий и албанский).[50]
  -  Пьемонт — пьемонтский язык признан региональным[51]; есть региональный закон о поощрении языкового наследия (поимённо названы франкопровансальское, окситанское, французское и немецкое меньшинства).[52]
  -  Сардиния — региональным законом от 1997 года определённые функции закреплены за сардинским языком. В отдельных районах региона статьями 2 и 13 того же закона также признаются каталанский (в Альгеро), корсиканский (в законе назван «галурезским диалектом»), сассарский (в законе назван «сассарским диалектом»), табаркинский (диалект лигурийского языка, в законе назван «табаркинским языком») на островах Сульчис.[53] В 2018 году принят новый закон, частично заменяющий закон 1997 года.[54][55] В городе Альгеро особый статус закреплён за каталанским языком также уставом общины.[56]
  -  Сицилия — в коммунах Граммикеле и Кальтаджироне уставом муниципалитета провозглашается историческая и культурная ценность сицилийского языка.[57][58]
  -  Южный Тироль — итальянский и немецкий языки имеют равный статус, в более узкой сфере закреплено использование ладинского[59] Есть особый провинциальный закон о языковых меньшинствах — ладинском, мокенском и цимбрском.[60]
  -  Валле-д’Аоста — итальянский и французский языки имеют равный статус, в отдельных коммунах закреплено право на преподавание в школах немецкого[61]
  -  Венеция — есть региональный закон № 8 от 13 апреля 2007 года о венецианском языковом и культурном наследии[62] В 2016 году принят также закон, предусматривающий использование венетского языка в школах, учреждениях и уличных знаках.[63][64][65]
  -  Фриули — Венеция-Джулия — есть региональный закон № 29 от 18.12.2007 о защите и укреплении фриульского языка[66], общеитальянский закон № 38 от 23.02.2001 о защите словенского языкового меньшинства в регионе Фриулия-Венеция-Джулия (ст. 5 предусматривает также защиту немецкого языка в долине Канальталь)[67] и особый региональный закон № 26 от 16.11.2007 о защите словенского языкового меньшинства[68], региональный закон № 20 от 20.11.2009 о защите немецкого меньшинства и языка[69]
- Кипр[70] — греческий, турецкий (официальные)[71]
- Латвия
  - Ливский берег — наряду с латышским языком, топонимы, названия организаций и мероприятий дублируются на ливском[72]
- Люксембург — люксембургский — национальный язык; французский — язык законодательства; французский, немецкий, люксембургский — административные языки[73]
- Северная Македония — Охридское соглашение требует от государства финансировать высшее образование на языке, родном для не менее чем 20 % населения[74] (на практике — албанский). В 2019 году вступил в силу закон, делающий албанский язык вторым официальным на общегосударственном уровне.[75]
  - В общинах, где соответствующее меньшинство составляет не менее 20 % населения, наряду с македонским требуется официальное использование языка меньшинства (таким образом функционируют албанский — в 29 общинах, турецкий — в трёх, сербский, цыганский и (несмотря на долю носителей ниже 20 % и, следовательно, отсутствие требования его официального использования в Охридском соглашении) влашский диалект — по одному[76])
- Мальта — мальтийский (национальный и официальный), английский (официальный)[77]
- Молдова — государственным языком, по Конституции, является румынский. Закон о правах лиц, принадлежащих к национальным меньшинствам, и правовом статусе их организаций, предусматривает право на высшее образование также на русском и устанавливает, что государство создаёт условия для реализации прав на воспитание и обучение на родном языке (украинском, гагаузском, болгарском, иврите, идише и др.). Также закон предусматривает публикацию правовых актов и общение учреждений с клиентами, наряду с румынский, также на русском[78] В 2020 году принят новый закон о функционировании языков, дающий русскому статус языка межнационального общения,[79] в 2021 году он отменён Конституционным судом[80].
  -  АТО Гагаузия — румынский, русский и гагаузский (официальные)[81]
  - АТО Приднестровье (Молдавия не контролирует территорию) — молдавский, русский и украинский (официальные)[82]
- Нидерланды
  -  Фрисландия,  Гронинген,  Дренте,  Оверэйссел,  Гелдерланд — официальное признание с 2018 года имеет нижнесаксонский.[83][84][85]
  -  Фрисландия — ряд функций закреплён за фризским[2]
  - Более ограниченное признание — лимбургский[2]
  - В Амстердаме ограниченный официальный статус закреплён за английским[86]
- Норвегия — норвежский (распространён в двух вариантах: букмол и нюнорск). С 2020 года на паспортах также присутствуют надписи на саамском языке.[87]
  - Пять коммун в фюльке Финнмарк и одна коммуна в фюльке Тромс — также саамский[2][88]
  - Закон об образовании предусматривает право на использование финского и саамского языков.[89]
- Польша — предусмотрено использование языков меньшинств наряду с польским в тех гминах, где доля меньшинства превышает 20 %[90]
  - Опольское воеводство — 22 гмины с немецким меньшинством
  - Подляское воеводство — 1 гмина с литовским меньшинством, 5 гмин с белорусским меньшинством
  - Поморское воеводство — 5 гмин с кашубским меньшинством
- Португалия
  - В ряде муниципалитетов (в том числе Миранда-ду-Дору) на северо-востоке страны — мирандский язык (наряду с португальским)[91][92]
- Приднестровье (государство, не признанное членами ООН) — русский, украинский, молдавский (официальные)[93]
- Косово (частично признанное государство) — албанский и сербский (официальные)
  - на местном уровне более скромный статус также закреплён за боснийским, турецким и цыганским[94]
- Россия (европейская часть)
  -  Адыгея — русский и адыгейский (государственные)[95]
  -  Башкортостан — русский и башкирский (государственные)[96]
  -  Дагестан — русский и (в конституции не конкретизированные) языки народов Дагестана (государственные)[97].
  -  Ингушетия — ингушский, русский (государственные)[98][99]
  -  Кабардино-Балкария — кабардинский, балкарский, русский (государственные)[100][101]
  -  Калмыкия — русский, калмыцкий (государственные)[102][103]
  -  Карачаево-Черкесия — абазинский, карачаевский, ногайский, русский (единственный язык официального делопроизводства) и черкесский (все — государственные)[104][105]
  -  Карелия — государственным языком, в отличие от других республик РФ, является лишь русский, но есть особый закон о поддержке карельского, финского и вепсского языков[106]
  -  Республика Коми — коми, русский (государственные)[107]
  -  Республика Крым (государство, не признанное членами ООН) — русский, украинский и крымскотатарский (государственные)[108]
  -  Марий Эл — луговомарийский, горномарийский, русский (государственные)[109]
  -  Мордовия — русский, эрзянский, мокшанский (государственные)[110]
  -  Пермский край, в частности:
    -  Коми-Пермяцкий округ — в официальных сферах общения на территории округа наряду с русским может использоваться коми-пермяцкий язык[111]

  -  Ненецкий автономный округ — русский язык государственный; ненецкий язык официальный в местах проживания ненцев и используется наравне с русским[112]
  -  Северная Осетия — русский, осетинский (государственные)[113]
  -  Татарстан — русский и татарский (государственные)[114]
  -  Удмуртия — русский, удмуртский (государственные)[115][116]
  -  Чечня — русский, чеченский (государственные)[117][118]
  -  Чувашия — русский, чувашский (государственные)[119][120]
- Румыния[2][121]
  - В административно-территориальных единицах, где не менее 20 % населения использует соответствующий язык, определённые функции закреплены за следующими языками национальных меньшинств — болгарский, чешский, немецкий, хорватский, венгерский, русский, сербский, словацкий, турецкий, украинский.
- Сербия
  - Центральная Сербия — есть 27 «мультиэтничных» общин, где наряду с сербским, официально используются болгарский, боснийский и албанский[122]
  - Автономный край Воеводина — сербский, венгерский, словацкий, румынский, русинский и хорватский[123]
  - Автономный Край Косово и Метохия (Сербия не контролирует территорию) — сербский и албанский
- Словакия
  - в муниципалитетах, где более 15 % населения — граждане Словакии, принадлежащие к национальным меньшинствам, определённые функции закреплены за венгерским, болгарским, хорватским, немецким, чешским, польским, цыганским, русинским и украинским языками[2][124]
- Словения
  - определённые функции закреплены за итальянским и венгерским[2][125]
- Украина
  - Страна приняла обязательство закрепить определённые функции за языками следующих меньшинств как региональными языками (конкретные регионы в тексте декларации, однако, не названы): белорусское, болгарское, гагаузское, греческое, еврейское, крымскотатарское, молдавское, немецкое, польское, русское, румынское, словацкое, венгерское[2]
- Финляндия — финский и шведский (национальные и государственные языки), закреплены определённые права на использование языка жестов[126]
  - Лапландия, в частности Саамский регион Финляндии — закреплены определённые права на использование саамского[127]
- Франция — единственным официальным языком является французский, но государственное ТВ, согласно позиции Государственного совета, обязано вещать также на региональных языках.[128] Образовательный кодекс предусматривает особый Академический совет по региональным языкам и поощрение преподавания региональных языков, особо выделяя корсиканский на Корсике.[129] В 2017 году нижняя палата парламента одобрила законопроект о поощрении региональных языков; ему предстоит обсуждение в Сенате.[130] В 2021 году принят во втором чтении другой законопроект о региональных языках.[131]
  - Аквитания — действует Публичный офис баскского языка[132]
    - Атлантические Пиренеи — 29 коммун подписали Хартию в поддержку баскского языка, приняв на себя обязательство использовать его[133]

  - Бретань — действует Публичный офис бретонского языка[134], определённое признание имеет также галло[135]
  - Восточные Пиренеи — принята Хартия поддержки каталанского языка[136]
  - Корсика — законом о статусе Корсики закреплено изучение корсиканского языка в школах[137]. В 2013 году Ассамблея Корсики также приняла решение о признании корсиканского языка вторым официальным; правда, это решение рядом источников расценивается как символическое.[138]
  - Эльзас — в школах наряду с французским как язык обучения используется и немецкий[139] Немецкий язык обозначен в законодательстве Эльзаса как региональный.[140]
  - Юг-Пиренеи и Аквитания — действует Публичный офис окситанского языка[141]
- Хорватия
  - В тех муниципалитетах, где местные власти приняли соответствующее решение, определённые функции закреплены за итальянским, сербским, венгерским, чешским, словацким, русинским и украинским[2][142] Языки меньшинства используются в публично-правовых отношениях, если носителей языка меньшинства в муниципалитете больше трети[143] или если то предусмотрено уставом муниципалитета. По данным на 2014 год, официально использовались: сербский в 24 муниципалитетах, итальянский в 21, венгерский в 4, чешский в 2, русинский и словацкий — по 1 муниципалитету.[144]
- Черногория — черногорский (государственный)
  - ряд функций закреплён за цыганским и албанским на территориях, где они считаются официальными согласно законодательству страны[2]
  - конституцией закреплено также официальное использование сербского, боснийского и хорватского (долгое время рассматривались как единый с черногорским языком)[145]
- Чехия
  - В районах Карвина и Фридек-Мистек Моравскосилезского края определённые функции закреплены за польским[2]
- Швейцария — немецкий, французский, итальянский, ретороманский (национальные языки на федеральном уровне)[146]
  - Берн[147] — немецкий, французский
  - Вале[148] — немецкий, французский
  - Граубюнден — немецкий, итальянский, ретороманский[149]
  - Фрибур[150] — немецкий, французский
- Швеция
  - Согласно закону 2009 года, определённые функции закреплены за финским в 23 коммунах (в ленах Вестманланд, Норрботтен, Сёдерманланд, Стокгольм, Уппсала), меянкиели в 5 коммунах (все — в лене Норрботтен), саамским в 17 коммунах (в ленах Даларна, Емтланд, Норрботтен, Вестерботтен)[2][151] По данным 2014 года, услуги на финском предоставляются уже в 52 коммунах[152]
- Эстония
  - В регионах, где не менее половины постоянных жителей относятся к национальному меньшинству — закреплено право получать ответы от государственных учреждений, местных самоуправлений и их должностных лиц также (наряду с эстонским) на языке этого национального меньшинства[153]. Принадлежащими к национальным меньшинствам, однако, считаются только граждане Эстонии, имеющие длительные и прочные связи со страной[154] (постоянно проживающие в стране лица без гражданства и граждане других государств в эту категорию не попадают вне зависимости от их национальности). По данным государственной статистики, русский язык соответствует установленным требованиям в 2 городах и ряде сельских муниципалитетов (до укрупнения муниципалитетов в ходе реформы 2017 года).[155][156]

## Азия
- Республика Абхазия (государство, не признанное большинством стран ООН) — абхазский (государственный) и русский (наряду с абхазским, язык государственных и других учреждений)[157]
- Афганистан — пушту, дари (официальные)
  - третьими официальными на территориях, где на них говорит большинство, являются узбекский, туркменский, белуджский, пашаи, нуристанский, памирский (алсана)[158]
- Бруней — малайский (официальный), английский[159]
- Вьетнам — билингвальное обучение проводится в ряде провинций (Лаокай, Зялай, Чавинь) — наряду с вьетнамским, также на кхмерском, мон и джарайском.[160] Также на ряде языков меньшинств вещает государственное телевидение и радио.[161]
- Восточный Тимор — тетум и португальский (официальные), индонезийский и английский (рабочие)[162]
- Израиль — иврит (государственный), арабский (официально закреплено использование для нужд арабского меньшинства; особый статус по закону 2018 года[163])[164] Особыми законами в 1996 году учреждены ведомства по культурному наследию на идише[165] и ладино[166]. В 2019 году в кнессет внесён законопроект о поддержке языка джуури.[167]
- Индия — хинди (официальный), английский (временно используемый для ряда целей), закреплен ряд языковых прав для языковых меньшинств — согласно федеральной конституции[168] и договорённостям между федерацией и штатами[169]
  - Андаманские и Никобарские острова — хинди и английский (официальные)[170]
  - Андхра-Прадеш — телугу (первый официальный) и урду (второй официальный)[171]
  - Ассам — ассамский (официальный), бенгали и бодо (дополнительные официальные)[172]
  - Бихар — хинди (официальный), урду (дополнительный официальный язык для определённых функций[173])
  - Гоа — конкани и маратхи (официальные)[174]
  - Дадра и Нагархавели — английский (официальный), хинди и гуджарати (дополнительные официальные)[175]
  - Даман и Диу — конкани (официальный) и гуджарати (используется для всех официальных функций)[176]
  - Дели — хинди (первый официальный), панджаби и урду (вторичные официальные)[177]
  - Западная Бенгалия — бенгали, английский (официальные); непали является официальным в трёх муниципалитетах[178]
  - Манипур — манипури (официальный) и английский (дополнительный официальный)[179]
  - Мегхалая — хинди (официальный), гаро и кхаси (дополнительные официальные в определённых округах)[180]
  - Мизорам — мизо и английский (официальные)[181]
  - Пондишери — тамильский, малаялам, телугу, английский (официальные)[182]
  - Сикким — английский (официальный), десять языков определены как дополнительные с целью сохранения культуры и традиций штата[183]
  - Тамилнад — тамильский (официальный), английский (дополнительный официальный для всех официальных функций)[184]
  - Трипура — бенгали, кокборок, английский (официальные)[185]
  - Уттаракханд — хинди, санскрит (официальные)[186][187]
  - Уттар-Прадеш — хинди (официальный) и урду (официальный для некоторых целей)[188]
  - Чхаттисгарх — хинди (официальный))[189], согласно иному источнику также чхаттисгархи[190]
- Ирак — арабский и курдский (официальные)
  - ассирийский и туркменский (официальные на соответствующих территориях), армянский (конституцией гарантированы публичные школы)[191]
- Казахстан[192] — казахский (государственный) и русский (официально употребляется наравне с казахским в государственных организациях и органах местного самоуправления)[193]
- Кыргызстан — киргизский (государственный) и русский (официальный)[194]
- Китай — на банкнотах, наряду с официальным китайским (путунхуа), используются монгольский, тибетский, уйгурский и чжуанский языки. Эти же 4 языка, а также корейский, носу и казахский, используются на сессиях Всекитайского Собрания Народных Представителей, заседаниях Национального Политического Консультативного Совета[195].
  -  Гонконг — английский может использоваться как официальный в дополнение к китайскому[196]
  -  Макао — португальский может использоваться как официальный в дополнение к китайскому[197]
  - Тибет — тибетский (предусмотрено его преимущественное использование), китайский[198][199][200]
  - Синьцзян-Уйгурский автономный район — китайский, уйгурский[201][202][203]
  -  Внутренняя Монголия — китайский, монгольский[204][205][206][207]
  - Цинхай
    - Уезд Тунжэнь (Цинхай) — тибетский, китайский[208]
- Ливан — согласно конституции, официальным национальным языком является арабский, но закон устанавливает случаи, когда может применяться французский язык.[209]
- Малайзия — правительство участвует в финансировании школ на китайском[210] и тамильском языках.
  - В штатах Сабах и Саравак федеральной конституцией закреплено использование местных языков в местных судах.[211]
  - В штате Саравак, наряду с малайским, в государственном управлении используется также английский язык[212][213][214]
- НКР (государство, не признанное членами ООН) — государственным языком является армянский, официальным — русский.[215][216]
- Непал — согласно конституции, официальным языком является непальский, но предусмотрено и использование других языков в местных учреждениях с обязанностью государства обеспечивать перевод на официальный рабочий язык. Все языки, на которых в Непале говорят как на родных, объявлены национальными языками страны[217]
- Пакистан — урду (национальный язык), английский (предусмотрено использование для официальных целей до замены на урду)[218][219]. В провинциях Пакистана также имеют распространение провинциальные языки: в Пенджабе — панджаби, в Синде — синдхи, в Белуджистане — белуджский, в Хайбер-Пахтвухве — пушту.
  - Пенджаб — члены законодательной ассамблеи, недостаточно владеющие урду, могут, с разрешения спикера, выступать на английском или «другом признанном в провинции языке»[220]
  - Белуджистан — члены законодательной ассамблеи, недостаточно владеющие урду, могут, с разрешения спикера, выступать на английском или родном языке[221]
  - Синд — Рабочими языками за законодательной ассамблеи являются урду и сингхи. Члены, недостаточно владеющие ими, могут, с разрешения спикера, выступать на английском или «другом признанном в провинции языке»[222]
- Россия (азиатская часть)
  -  Республика Алтай — русский (государственный и основное средство межнационального общения), алтайский (государственный), казахский (используется в официальных сферах общения в местах компактного проживания его носителей)[223][224]
  -  Бурятия — бурятский, русский (государственные)[225]
  -  Еврейская автономная область — «языки еврейского народа» особо выделены среди языков, для сохранения, изучения и развития в области создаются условия.[226]
  -  Забайкальский край, в частности:
    -  Агинский Бурятский округ — наряду с государственным языком может использоваться бурятский язык, обеспечивается право граждан получать и распространять информацию на бурятском языке через СМИ[227]

  -  Иркутская область, в частности:
    -  Усть-Ордынский Бурятский округ — законом предусмотрена возможность использования в официальных сферах общения, в надписях и указателях языка крупнейшего национального меньшинства.[228][229]

  -  Красноярский край — действуют законы «О языках коренных малочисленных народов Севера, проживающих на территории Эвенкийского автономного округа»[230] и «О языках коренных малочисленных народов Севера, проживающих на территории Таймырского (Долгано-Ненецкого) автономного округа»[231]
  -  Магаданская область — действует закон «О родных языках коренных малочисленных народов Севера, проживающих на территории Магаданской области»[232]
  -  Тыва — русский, тувинский (государственные)[233]
  -  Хакасия — русский, хакасский (государственные)[234][235]
  -  Ханты-Мансийский автономный округ — Югра — Югра — есть закон «О языках коренных малочисленных народов Севера, проживающих на территории Ханты-Мансийского автономного округа»[236]
  -  Чукотский автономный округ — русский язык государственный; чукотский язык официальный в местах проживания чукчей и используется наравне с русским[источник не указан 1044 дня]
  -  Якутия — русский, саха (государственные), языки коренных малочисленных народов Севера являются официальными в местах компактного проживания этих народов[237]
  -  Ямало-Ненецкий автономный округ — есть закон «О родных языках коренных малочисленных народов Севера на территории Ямало-Ненецкого автономного округа»[238]
- Сингапур — малайский (национальный); английский, севернокитайский (хуаюй), тамильский (официальные)[239]
- Сирия
  - Роджава (территория не контролируется центральным правительством, но признаёт себя частью Сирии) — конституция автономии обозначает арабский, курдский и новоарамейский языки как официальные.[240]
- Таджикистан — таджикский (государственный), русский (как язык межнационального общения)[241]
- Китайская Республика — доминирующим является китайский язык (Официальный язык — севернокитайский («гоюй»), но бо́льшая часть населения также говорит на языке хокло); в стране ограниченно используются языки аборигенов Тайваня. В конституции закреплено положение о том, что государство способствует развитию языков коренного населения.[242] При этом действуют Основной закон о коренных народах, который предусматривает ряд мер по использованию и защите языков коренных народов,[243] и Основной закон о хакка, предусматривающий использование языка хакка в ряде волостей[244]/ В 2017 году принят закон о языках коренного населения, предусматривающий их использование в 55 муниципалитетах.[245]
- Узбекистан — государственным языком является узбекский; предусмотрено использование также и русского в нотариальных действиях[246] и при заполнении форм ЗАГС[247] Бюллетени на выборах печатаются также на русском и каракалпакском.[248]
  -  Каракалпакстан — каракалпакский, узбекский (государственные)[249]
- Филиппины — пилипино (национальный и официальный), английский (официальный)
  - местные языки (официальные в регионах). Государство также обязуется укреплять арабский и испанский языки.[250]
- Шри-Ланка — сингальский и тамильский (национальные и официальные языки), английский (связной язык)[251]
- Южная Осетия (государство, не признанное большинством стран ООН) — осетинский и русский (государственные, см. Референдум в Южной Осетии (2011)[252])
  - в местах компактного проживания грузин официальным является также грузинский[253]
- Япония
  - Хоккайдо — закон предусматривает поощрение культуры айну, в том числе языка.[254]

## Америка
- Аргентина — для коренных народов закреплены гарантии билингвального образования.[255]
  - Корриентес — гуарани признан вторым официальным языком[256]
  - Сантьяго-дель-Эстеро — конституция штата предусматривает принятие мер для сохранения и распространения языка кечуа.[257]
  - Чако — наряду с испанским, официальными языками признаны мокови, тоба-ком и матако[258]
- Боливия — испанский и 36 местных языков (официальные; каждый департамент обязан использовать по меньшей мере два из официальных языков, в том числе испанский)[259][260]
- Бразилия — официальным языком является португальский. Конституция закрепляет признание индейских языков и их использование в начальном образовании[261]
  - Амазонас: в муниципалитете Сан-Габриел-да-Кашуэйра соофициальными признаны языки ньенгату, тукано и банива.[262]
  - Риу-Гранди-ду-Сул: на уровне штата бразильский венето[263] и риограндский хунсрюкский диалект[264] признаны частью культурного наследия.
  - Санта-Катарина: на уровне штата бразильский венето признан частью культурного наследия.[265]
  - Эспириту-Санту: на уровне штата немецкий и «померанский» признаны частью культурного наследия.[266] Соофициальный статус придан померанскому в муниципалитетах Санта-Мария-де-Жетиба[267] и Панкаш[268].
  - на уровне ряда муниципалитетов соофициальными признаны гуарани, немецкий и др. языки[269]
- Венесуэла — испанский — официальный на всей территории; местные языки используются как официальные для коренных народов.[270]
- Гаити — гаитянский креольский (официальный и «общий язык, объединяющий гаитян»), французский (официальный)[271]
- Гватемала — испанский является официальным и национальным языком. Языки майя, гарифуна и шинканские являются национальными языками, признаются существенными элементами национальной идентичности.[272] Конституция предусматривает, что она должна быть переведена на языки киче, мамский, какчикельский и кекчи.[273]
- Канада — английский и французский (официальные на федеральном уровне). В 2016 году заявлено, что правительство внесёт в парламент проект особого закона о языках коренных народов.[274] По состоянию на 2019 год, проект подан в парламент.[275]
  -  Альберта — в преимущественно англоязычной провинции установлена особая политика по французскому языку.[276]
  -  Британская Колумбия — есть особый закон о наследии, языках и культуре коренных народов[277]; в договорных отношениях с Канадой и провинцией находится коренной народ нисгаа, в конституции которого официальными языками признаются английский и нисгаа.[278]
  -  Квебек — помимо французского языка, закреплены определённые функции за английским, инуитским и индейскими языками[279] В автономной области кри предусмотрены особые положения о переводе текстов на кри или английский.[280] В Северном Квебеке предусмотрены особые положения об использовании инуитского языка и языка кри в образовании.[281] В резервации Кахнаваке официальным языком является могаукский.[282]
  -  Манитоба — помимо английского, определённые функции закреплены за французским языком.[283][284] Есть также особый закон о признании семи языков «коренными»[285]
  -  Новая Шотландия — в преимущественно англоязычной провинции действует особое ведомство по гэльскому языку и культуре.[286] Есть особый Закон об услугах на французском языке.[287]
  -  Нунавут — английский, французский, инуитский[288][289][290]
  -  Нью-Брансуик — английский, французский (официальные)[291]
  -  Ньюфаундленд и Лабрадор В провинции установлена политика предоставления ряда услуг на французском.[292] В автономном Нунатсиавуте официальными языками являются английский и инуитский.[293]
  -  Онтарио — в преимущественно англоязычной провинции действует особый Закон об услугах на французском языке
  -  Остров Принца Эдуарда — в преимущественно англоязычной провинции действует особый Закон об услугах на французском языке.[294]
  -  Саскачеван — В преимущественно англоязычной провинции установлена политика предоставления ряда услуг на французском, действует Ведомство по делам франкофонов.[295]
  - Северо-западные территории — английский, французский, гвичин, инуиннактун, инуктитут, инуктун, кри, северный и южный слейви, догриб, дене[296][297]
  -  Юкон — английский, французский, закреплены также определённые права на использование местных языков[298][299]
- Колумбия — испанский является официальным. Языки и диалекты этнических групп являются официальными на территориях их проживания.[300][301]
  - Сан-Андрес-и-Провиденсия — испанский и английский[302]
- Мексика
  - наряду с испанским, местные языки признаются национальными языками на территориях, где на них говорят[303]
  - В конституции штата Юкатан особо признан язык майя, живущих на полуострове[304]
  - В конституции штата Оахака закреплены права на использование местных языков (перечислены 15 коренных народов) в образовании и судах[305]
  - В конституции штата Герреро закреплено использование языков коренных народов в образовании, перевод на них конституции и основных законов штата[306]
  - В конституции штата Идальго закреплено использование языков коренных народов в судах.[307]
  - В конституции штата Кампече закреплены использование языков коренных народов в судах и преподавание их в школах[308]
  - В конституции штата Кинтана-Роо закреплена публикация законов на языке майя и использование языков коренных народов в судах и образовании[309]
  - В конституции штата Пуэбла закреплено использование языков коренных народов в образовании и суде[310]
  - В конституции штата Сонора закреплено использование языков коренных народов в образовании и суде[311]
  - В конституции штата Чиуауа закреплено использование языков коренных народов в судах, образовании, информировании населения штатом и в здравоохранении[312]
  - В конституции штата Чьяпас закреплено использование языков коренных народов в судах и образовании[313]
- Нидерланды
  - Аруба — нидерландский, папьяменто (официальные)[314]
  - Кюрасао — нидерландский, английский, папьяменто (официальные)[315]
  - Бонайре, Синт-Эстатиус и Саба — наряду с нидерландским, предусмотрено использование английского на Синт-Эстатиусе и Сабе и папьяменто на Бонайре[316]
- Никарагуа
  - Предусмотрено официальное использование наряду с испанским (официальным) языков сообществ атлантического побережья в случаях, установленных законом[317]
- Панама — в 2010 году законом № 88 официально признаны семь языков коренных народов.[318]
- Парагвай — испанский, гуарани (официальные)[319]
- Перу
  - наряду с испанским в зонах, где они преобладают, официальными являются языки коренных народов; среди них в конституции поимённо названы кечуа и аймара[320] Принят также особый закон о языках коренных народов[321] и декрет президента о претворении в жизнь данного закона[322]
  - на севере Перу действует самопровозглашённая автономия народа уамбиса, устав которой признаёт официальными языки уамбиса и испанский.[323]
- США
  - В тех административно-территориальных единицах, где выполняется ряд условий, в частности, принадлежность 5 % граждан к группе языкового меньшинства, федеральным законодательством гарантируется использование соответствующего языка в выборном процессе. К таким территориям относятся, среди прочего, вся территория штатов Калифорния, Техас и Флорида (испанский язык).[324] В исполнение раздела 6 Акта 1966 года о гражданских правах принят Указ президента США № 13166[англ.] о доступе к услугам для лиц с ограниченным владением английским. Согласно инструкциям Министерства юстиции по выполнению этого приказа, пороговые значения для перевода ключевых документов — если конкретный язык является первым для 5 % затронутого соответствующей программой населения (но не менее 50 человек) или 1000 затронутых лиц с ограниченным владением английским[325] Есть федеральные программы поддержки языков коренных американцев, по состоянию на 2019 год сенат принял решение об их продлении до 2024 финансового года,[326] и особые Закон о самоопределении индейцев и помощи им в образовании[англ.] и Закон о языках коренных американцев[англ.].
  -  Аляска — наряду с английским, официальными языками провозглашены ещё 20 языков.[327]
  -  Аризона — конституция и законы автономной Резервации Хопи предусматривают требование владения языком хопи к должностным лицам племени.[328]
  -  Гавайи — английский и (с обязательным использованием лишь по особым положениям законов) гавайский — официальные[329] Суд истолковал конституционные положения о статусе гавайского языка как требующие «разумного доступа» к образованию на гавайском.[330]
  -  Калифорния — официальным языком штата является английский. При этом существует закон штата «Акт о билингвальных услугах», предусматривающий билингвизм для обслуживания неанглоязычных групп, превышающих 5 %[331] и отдельные положения об обязательном переводе некоторых документов в области здравоохранения на языки, соответствующие установленным требованиям по числу или доле застрахованных лиц, желающих получать информацию на этих языках.[332] В штате идентифицировано 13 языков, которые соответствуют пороговым значениям по крайней мере в одном графстве.[333]
  -  Луизиана — в кодификации законов штата закреплены меры по использованию, наряду с английским, также и французского языка[334][335]
  -  Нью-Йорк — учреждения штата предоставляют письменный перевод части документов на и бесплатный устный перевод с/на испанский, китайский, русский, итальянский, корейский и гаитянский креольский.[336]
  -  Нью-Мексико — в конституции штата[337] и его законах о выборах[338] и образовании[339] закреплены меры по использованию, наряду с английским, также и испанского языка (в образовании — также языков коренных народов).
  -  Оклахома — в законодательстве пользующегося автономией племени чероки официальными языками признаны чероки и английский;[340] на 2019 год, рассматривается законопроект о создании особого ведомства по языку[341]
  -  Техас — в кодификации законов штата закреплено использование испанского языка на интернет-сайтах органов исполнительной власти[342], в городе Хьюстон предусмотрено использование пяти языков в информировании населения[343]
  -  Южная Дакота — в 2019 году принят закон о признании языка сиу (диалектов дакота, лакота и накота) официальным коренным языком штата[344]
  -  Пуэрто-Рико — испанский, английский[345]
- Тринидад и Тобаго — внедряются двуязычные дорожные знаки (наряду с доминирующим английским языком — на испанском как первом иностранном)[346], при министерстве высшего образования создан Секретариат по внедрению испанского языка[347]
- Чили — наряду с испанским, закреплены права на билингвальное образование и на использование коренных языков в районах плотного проживания коренного населения.[348]
- Эквадор — наряду с официальным испанским языками межкультурного общения признаны кечуа и шуар[349]

## Австралия и Океания
- Вануату — бислама (национальный и официальный язык), английский и французский (официальные языки и основные языки обучения)[350]
- Кирибати — кирибати, английский (официальные)[351]
- Маршалловы Острова — маршалльский, английский (официальные)[352]
- Новая Зеландия — английский (наиболее широко используемый), маори (официальный)[353], жестовый язык
  -  Острова Кука — английский, кукский[354]
  -  Ниуэ — английский, ниуэ[355]
- Палау — английский (официальный), палауский (официальный и национальный)[356]
- Папуа — Новая Гвинея — английский, ток-писин и хири-моту (официальные)[357]
- Самоа — самоанский, английский[358]
- США
  -  Американское Самоа — самоанский, английский[359][360]
  -  Гуам — по общему правилу, языком образования является английский, но особая глава закона посвящена преподаванию чаморро, обязательному в школах[361]
  -  Северные Марианские Острова — чаморро, каролинский, английский (официальные)[362]
- Тонга — тонганский, английский (официальные)[363]
- Тувалу — тувалу, английский (официальные)[364]
- Фиджи — английский, фиджийский, хинди (три языка текста Конституции, которая также особо предусматривает использование фиджийского и хинди в школах)[365]
- Франция
  -  Новая Каледония — французский и канакские языки признаны языками образования и культуры[366]

## Африка
- Алжир — арабский (национальный и официальный), берберский (национальный)[367]
- Ботсвана — английский и тсвана (de facto национальные языки)[368]
- Бурунди — рунди (национальный и официальный), французский и английский (официальные)[369][370]
- Демократическая Республика Конго — французский (официальный), лингала, суахили, киконго и чилуба (национальные)[371]
- Джибути — арабский, французский (официальные)[372]
- Зимбабве — официально признаны 16 языков[373]. В образовании закреплено использование английского, шона и ндебеле.[374][375]
- Кабо-Верде — португальский[376], согласно иному источнику — португальский и кабовердиану[377]
- Камерун — французский и английский (официальные)[378]
- Кения — суахили (национальный и официальный) и английский (официальный)[379]
- Коморы — коморский (национальный и официальный) арабский, французский (официальные)[380]
- Республика Конго — французский (официальный), китуба (конго; национальный), лингала (национальный)[381]
- Лесото — сесото и английский (официальные)[382]
- Мадагаскар — французский и малагасийский[383]
- Мавритания — арабский (официальный и национальный); пулаар, сонинке и волоф (национальные)[384]
- Марокко — арабский, берберский (официальные)[385]; законодательство предусматривает широкое использование в образовании французского.[386]
- Нигер — французский является официальным языком[387], арабский, гурманчема, канури, тамашек, тубу (тебу), фула, хауса, сонгайские-зарна языки, будума и тасавак — национальными.[388]
- Нигерия — английский, игбо, йоруба, xауса (языки законодательной деятельности[389] и банкнот[390]). Национальная политика образования предусматривает обучение на языке окружения в первых трёх классах, постепенный переход к обучению на английском с 4-го класса.[391]
- Намибия
  - наряду с официальным английским в отдельных регионах признаны немецкий, африкаанс, ошивамбо[392]
- Руанда — руанда (национальный и официальный), французский, английский (официальные; статус установлен конституцией),[393] суахили (официальный; статус установлен органическим законом)[394]
- Свазиленд — английский и свати (официальные)[395]
- Сейшельские Острова — сейшельский креольский, французский и английский (национальные)[396]
- Сенегал — французский (официальный), волоф, пулаар, сонинке, диола, малинке, серера (национальные)[397]
- Сомали — сомалийский (официальный), арабский («второй язык»)[398]
- Сомалиленд (государство, не признанное членами ООН) — сомалийский (официальный), арабский («второй»)[399]
- Судан — арабский и английский[400]
- Танзания — суахили (национальный и официальный) и английский (официальный)[401][402] Использование обоих языков в парламенте Танзании и в законодательном собрании автономного Занзибара предусмотрено их конституциями.[403]
- Уганда — английский (официальный) и суахили (второй официальный)[404]
- ЦАР — французский и санго (официальные)[405]
- Чад — арабский, французский (официальные)[406]
- Экваториальная Гвинея — испанский и французский[407][408]
- Эритрея — в административной деятельности используются арабский, тигринья и английский. Поощряется использование 9 языков на местном уровне.[409]
- Эфиопия — федеральный рабочий язык один — амхарский, однако на уровне регионов официальный статус имеют также: тигринья в регионе Тыграй[410], афарский в регионе Афар[411], оромо в регионе Оромия[412], сомалийский в регионе Сомали[413], харари в регионе Харари[414]
- ЮАР — английский, африкаанс, венда, зулу, коса, ндебеле, свати, северный сото, сесото, тсвана и тсонга (официальные), нама (язык, для развития и использования которого государство обязано создавать условия)[415]
- Южный Судан — английский — официальный рабочий язык; все местные языки — национальные[416]

## Официально одноязычная страна, где для официальных целей применяется и иной язык
- Науру — науруанский — единственный официальный, но для большинства правительственных и коммерческих целей используется английский[417]